# Monștrii (film din 2010)
Monștrii este un film științifico-fantastic britanic din 2010, scris și regizat de Gareth Edwards. Whitney Able și Scoot McNairy sunt distribuiți în rolurile principale.

## Povestea
Cu șase ani în urmă NASA a descoperit posibilitatea existenței vieții extraterestre în sistemul nostru solar. Ca urmare se lansează o sondă spațială ca să colecteze probe... dar, la reîntoarcerea în atmosferă, s-a prăbușit în Mexic. La scurt timp, în zonă, au început să apară noi forme de viață. Jumătate din țară este în carantină și catalogată ca fiind zonă infectată. Guvernele din Mexic și Statele Unite se luptă să țină în frâu "Creaturile". Filmul prezintă povestea călătoriei unui bărbat și a unei femei prin zona infectată. 

## Distribuție
- Whitney Able ca Samantha Wynden
- Scoot McNairy ca Andrew Kaulder

## Continuare
În martie 2013 au început filmările la un sequel denumit Monsters: Dark Continent în Iordania și Detroit sub regia lui Tom Green. Scenariul este scris de Jay Basu și Gareth Edwards. Scoot McNairy se reîntoarce ca producător executiv. În rolurile principale vor juca actorii Johnny Harris, Sam Keeley și Joe Dempsie.

## Primire
A primit premiul Asteroide la Festivalul Science+Fiction de la Trieste în 2011.